# Vörösállú álszajkó
A vörösállú álszajkó (Ianthocincla rufogularis) a madarak osztályának verébalakúak (Passeriformes) rendjébe és a Leiothrichidae családjába tartozó faj.

## Rendszerezése
A fajt John Gould angol ornitológus írta le 1835-ben. Egyes szervezetek a Garrulax nembe sorolják Garrulax rufogularis néven.

## Alfajai
- Ianthocincla rufogularis assamensis (Hartert, 1909)
- Ianthocincla rufogularis intensior Delacour & Jabouille, 1930
- Ianthocincla rufogularis occidentalis (Hartert, 1909)
- Ianthocincla rufogularis rufiberbis (Koelz, 1954)
- Ianthocincla rufogularis rufitinctus (Koelz, 1952)
- Ianthocincla rufogularis rufogularis (Gould, 1835)

## Előfordulása
Dél- és Délkelet-Ázsiában, Banglades, Bhután, India, Mianmar, Nepál, Pakisztán, Thaiföld, Tibet és Vietnám területén honos.
Természetes élőhelyei a szubtrópusi vagy trópusi síkvidéki és hegyi esőerdők, valamint magaslati nedves cserjések és szántóföldek. Állandó, nem vonuló faj.

## Megjelenése
Testhossza 23-25,5 centiméter, testtömege 58-73 gramm.
|  |

## Életmódja
Rovarokkal, magvakkal és bogyókkal táplálkozik.

## Természetvédelmi helyzete
Az elterjedési területe nagyon nagy, egyedszáma viszont csökken, de még nem éri el a kritikus szintet. A Természetvédelmi Világszövetség Vörös listáján nem fenyegetett fajként szerepel.